# HyperCard (rabatkort)
 For alternative betydninger, se HyperCard. (Se også artikler, som begynder med HyperCard)
HyperCard var en national forsøgsordning, der giver elever på ungdomsuddannelser et rabatkort til kollektiv trafik. Forsøgsordningen er et resultat af en bred politisk aftale mellem regeringen og Socialdemokraterne, Dansk Folkeparti, Socialistisk Folkeparti, Det Radikale Venstre og Liberal Alliance. Forsøgordningen er gældende fra 1. august 2011.
Et HyperCard koster 300 kr. om måneden, og giver eleverne et periodekort til fri pendling mellem hjem og skole. Som noget nyt, i forhold til Uddannelseskort, giver HyperCard også mulighed for at rejse frit i det takstområde, som eleven er bossiddende i. Udover det, giver kortet ret til en rabat for rejser i andre takstområder og bustrafik mellem takstområder, hvor indehaveren har mulighed for at rejse til børnetakst.
Ved rejse med InterCity-tog mellem takstområdet, gælder kortet som Wildcard/WunderCard, hvilket betyder at gives der rabat, således at indehaveren kan købe en ungdomsbillet.
Fra august 2013 blev HyperCard'et erstattet af det nye Ungdomskort, som udvider ordningen til også at gælde de videregående uddannelser.